# Даніель Форлендер
Даніель Форлендер (11 червня 1867 — 8 червня 1941) — німецький хімік, який синтезував більшість відомих рідких кристалів до своєї пенсії в 1935 році.
Форлендер народився в Ейпені в Рейнській Пруссії. Він вивчав хімію в Кілі, Мюнхені та Берліні, після чого став професором Галле-Віттенберзького університету.
Форлендер застосував свої знання про молекулярну структуру, щоб вибрати ті, що мають кристалічний рідкий стан. Зокрема, лінійна молекулярна геометрія була провідною. «Протягом років Форлендер і його учні синтезували сотні рідкокристалічних сполук. Цікавим відкриттям було те, що серед слизових рідких кристалів було багато мила та милоподібних сполук». (Dunmur & Sluckin p 48)
Форлендер служив добровольцем під час Першої світової війни, під час якої отримав Залізний хрест. Помер у Галле.